# Sclerolinum brattstromi
Sclerolinum brattstromi — вид багатощетинкових кільчастих червів родини Погонофори (Siboglinidae). Абісальний вид, що поширений у Північному морі біля берегів Великої Британії та у фіордах Норвегії на глибині 100–870 м. Тіло сягає 35 мм завдовжки та 0,1 мм завтовшки.